# Menard
|  | Per a altres significats, vegeu «Marc Menard». |

Menard és una població del Comtat de Menard a l'estat de Texas (Estats Units d'Amèrica).

## Demografia
Segons el cens dels Estats Units del 2000, Menard tenia 1.653 habitants., 666 habitatges, i 438 famílies. La densitat de població era de 309,8 habitants/km².
Dels 666 habitatges en un 31,8% hi vivien nens de menys de 18 anys, en un 50,2% hi vivien parelles casades, en un 10,8% dones solteres, i en un 34,1% no eren unitats familiars. En el 31,4% dels habitatges hi vivien persones soles el 20% de les quals corresponia a persones de 65 anys o més que vivien soles. El nombre mitjà de persones vivint en cada habitatge era de 2,42 i el nombre mitjà de persones que vivien en cada família era de 3,03.
Per edats la població es repartia de la següent manera: un 27,2% tenia menys de 18 anys, un 6% entre 18 i 24, un 23,7% entre 25 i 44, un 22,6% de 45 a 60 i un 20,6% 65 anys o més.
L'edat mediana era de 40 anys. Per cada 100 dones de 18 o més anys hi havia 87,5 homes.
La renda mediana per habitatge era de 19.698 $ i la renda mediana per família de 27.125 $. Els homes tenien una renda mediana de 21.094 $ mentre que les dones 17.857 $. La renda per capita de la població era de 12.768 $. Aproximadament el 26,5% de les famílies i el 33,1% de la població estaven per davall del llindar de pobresa.

## Poblacions properes
El següent diagrama mostra les poblacions més properes.